# Norrlandsportens fritidsanläggning
Norrlandsportens fritidsanläggning var en skidanläggning på Digerberget, nära Kilafors i Bollnäs kommun. Skidbacken hade sitt namn efter den närbelägna dalgången Norrlandsporten. Den invigdes 1966 och inriktade sig på dagsturer från Stockholm. I samband med Ingemar Stenmarks framgångar i alpina tävlingar under 1970- och 1980-talet ökade intresset för skidåkning och Norrlandsporten expanderade. Därefter avtog intresset för dagsturer till förmån för veckovisa semestrar vilket främjade större skidanläggningar längre från Mälardalen som Åre och Sälen. Norrlandsporten privatiserades på 1980-talet men drabbades av snöfattiga vintrar och flera konkurser under 1990-talet.
Sista säsongen anläggningen var öppen var 2001, då en planerad storsatsning 2005 inte blev av. Backen har därefter använts för tävlingar i cykelsporten downhill och backtävlingar för bilar.